# Luftwaffengruppenkommando 3
Das Luftwaffengruppenkommando 3 war eine höhere Kommandobehörde der Luftwaffe der Wehrmacht vor dem Zweiten Weltkrieg.

## Geschichte
Das Luftwaffengruppenkommando 3 entstand am 4. Februar 1938 in München aus dem Luftkreiskommando 5. Am 1. Februar 1939 erfolgte die Umbenennung in Luftflotte 3. Einziger Befehlshaber während dieser Zeit war General der Flieger Hugo Sperrle, während Oberst Maximilian von Pohl das Amt des Chef des Stabes bekleidete.